# Reacción de Paterno-Büchi
La Reacción de Paternò–Büchi, es una reacción pericíclica fotoquímica en donde un carbonilo y un alqueno forman un heterociclo de cuatro miembros de oxígeno (oxetano). La reacción fue reportada por los químicos Emanuele Paternò y George Hermann Büchi.
Muchos estudios se han realizado en torno a esta reacción desde que el Dr. Thorsten Bach de la Universidad de Marburg publicó una revisión en 1998 con respecto a lo que concierne a los mecanismos y su utilidad sintética
Los N-alcoxicarbonil-2,3-dihidropirroles sustituidos en  3 y 8 se convierten en 2-bencil-3-pirrolidinoles por una reacción Paternò-Büchi seguida por hidrogenólisis. Ya que la adición del benzaldehido fotoexcitado por el heterociclo insaturado procede en forma syn, el grupo bencilo en C-2 y el grupo hidroxilo en C-3 del producto se orientan en conformación  cis. Siguiendo esta ruta, la síntesis total del alcaloide pirrolidinólico (+)-preusina se llevó a cabo, lo que produjo el compuesto deseado en un rendimiento total del 11% en nueve pasos a partir de L-piroglutaminol.
Se pueden obtener 3 - (sililoxi)oxetanos  por irradiación de mezclas de aldehídos aromáticos y sililenoléteres  en benceno como disolvente. Las reacciones se producen con alta diastereoselectividad simple y con altadiastereoselectividad facial cuando R1 es quiral. Bajo condiciones similares, pero con acetonitrilo en lugar de  benceno como disolvente, la reacción Paternò-Büchi de N-acil enaminas (enamidas) produce la correspondiente protección de 3 aminooxetanos.